# Bronka
Bronka [pronunciación en polaco: /ˈbrɔŋka/] (en ucraniano: Бронка, Bronka) es un pueblo en el distrito administrativo de Gmina Brańsk, dentro del Distrito de Bielsk, Voivodato de Podlaquia, en el noreste de Polonia. Se encuentra aproximadamente 7 kilómetros al este de Brańsk, 19 kilómetros al oeste de Bielsk Podlaski, y 44 kilómetros al sur de la capital regional, Białystok.
Según el censo de 1921, el pueblo estaba habitado por 234 personas, entre quienes 228 eran católicos, y 6 eran judíos. Al mismo tiempo, 228 habitantes declararon nacionalidad polaca y 6 declararon nacionalidad judía. Había 41 edificios residenciales en el pueblo.